# Lago Cecita
Il lago di Cecìta è un lago artificiale situato nella provincia di Cosenza nella Sila Grande.
Detto anche Mucone, ricade nei comuni di Spezzano della Sila (con la località di Camigliatello Silano), Longobucco e Celico. È situato a un'altitudine di 1 143 metri s.l.m. ed è il più grande dei laghi dell'altopiano silano, con una capacità d'acqua di 108 milioni di metri cubi. 

## Storia
Realizzato per la produzione di energia elettrica, il lago è stato creato negli anni cinquanta sbarrando con una diga il fiume Mucone, affluente destro del Crati, che nasce alle pendici del monte Serra Stella, situato tra Monte Curcio e Monte Scuro, per poi scendere repentino verso la valle del Crati. 
La diga è stata costruita nella vallata del Cecìta nei pressi dell'omonimo torrente, affluente destro del Mucone, da cui prendono il nome, oltre alla valle stessa, anche la diga e il lago. I lavori, iniziati nel 1949, sono stati realizzati dalla società Lodigiani, poi gruppo Webuild S.p.A originariamente Salini Impregilo S.p.A., per conto della S.M.E. (Società Meridionale di Elettricità) di Napoli e furono ultimati alla fine del 1952.
In seguito alla nazionalizzazione dell'energia elettrica, avvenuta nel 1962, il lago e gli impianti idroelettrici annessi sono passati sotto il controllo dell'Enel. Con la liberalizzazione del mercato elettrico avvenuta nel 1999 (D.Lgs. 16 marzo 1999, n. 79, detto anche decreto Bersani), in conseguenza del riassetto societario di Enel, inizialmente sono confluiti nella nuova società  Enel Produzione S.p.A. e successivamente in Enel Green Power, a differenza degli altri due grandi laghi dell'altopiano silano, l'Arvo e l'Ampollino, che dapprima passarono nel 2001 sotto il controllo di Endesa, la più grande società di energia elettrica di Spagna, e successivamente dal 1º luglio 2009 furono ceduti da quest'ultima alla A2A S.p.A.

La diga nelle immagini dell'Archivio storico del Touring Club Italiano
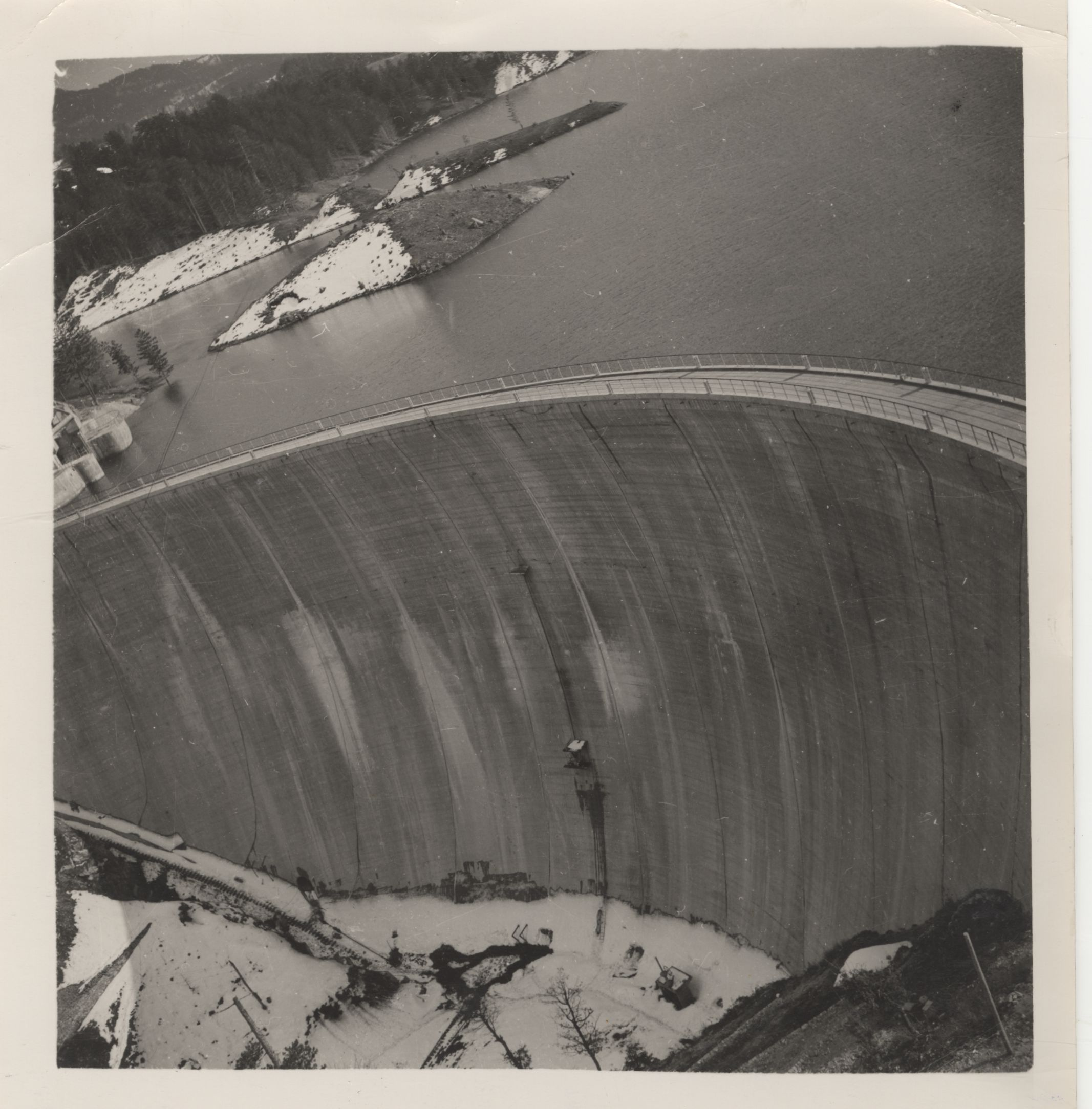
La diga, 1954
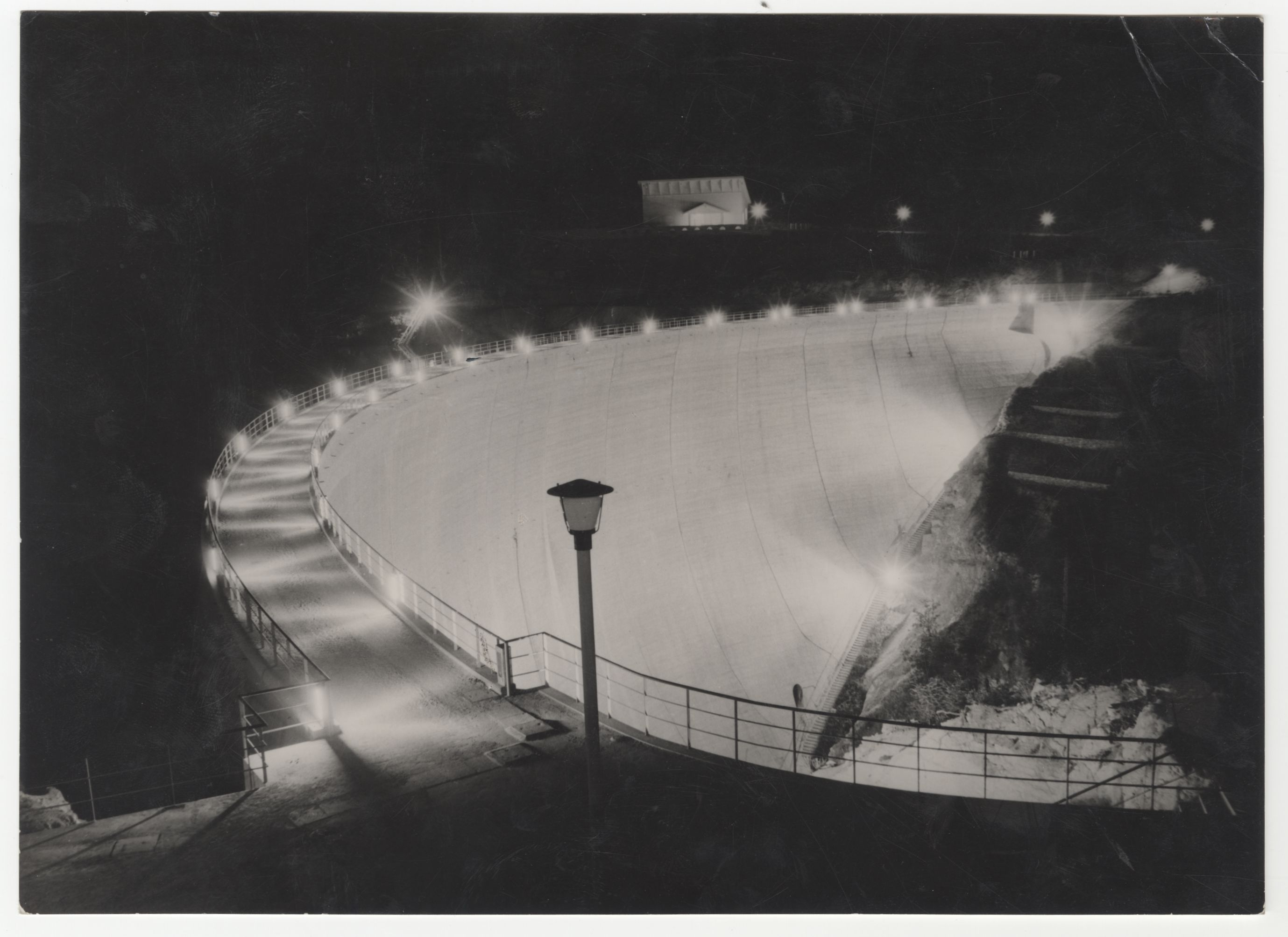
Vista notturna della diga, 1954
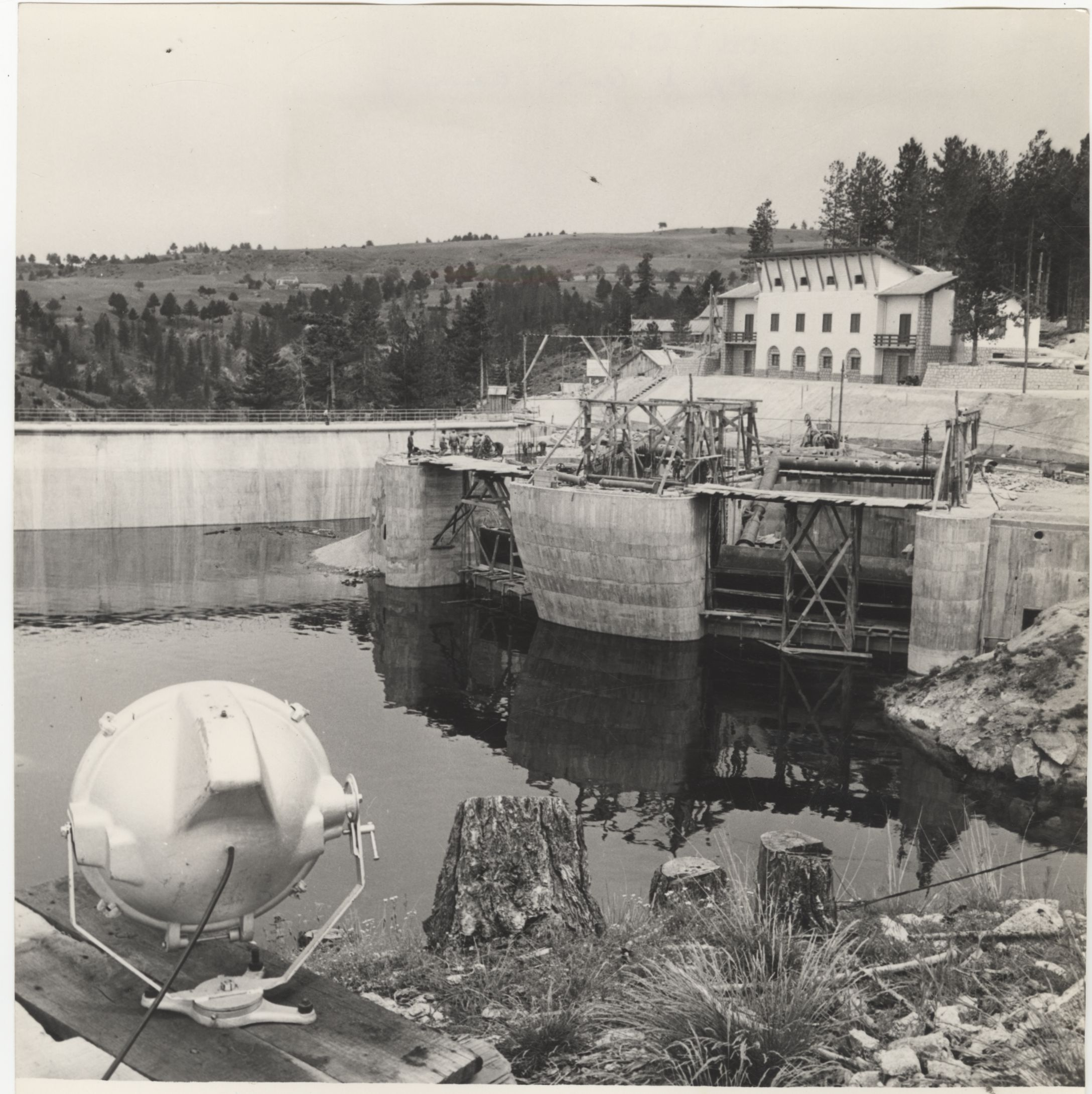
Lavori di costruzione presso la diga, 1957

## Dati caratteristici del bacino
- Capacità totale 108 222 000 m³;
- Capacità utile 107 170 000 m³;
- Quota di massimo invaso 1 142,25 m s.l.m.;
- Quota di massimo invaso eccedente 1 143,50 m s.l.m.;
- Quota di minimo invaso (max svaso) 1 115,00 m s.l.m.;
- Superficie del bacino imbrifero direttamente sotteso 154,50 km²;
- Portata massima utilizzabile 20,00 m³/s;
- Energia massima accumulabile 226 190 000 kWh;
- Lunghezza massima 7,50 km;
- Perimetro 46,00 km;
- Superficie 12,60 km².

Opera di presa in sponda sinistra
- Paratoia piana a strisciamento della luce di 2,75 m x 2,95 m, soglia a quota 1 111,00 m s.l.m.; valvola a farfalla automatica per eccesso di velocità del diametro di 2,75 m.

Scarico di superficie in sponda destra
- N. 2 paratoie a settore cilindrico con ventola abbattibile, della luce di 10 m ciascuna, alte 3,05 m con soglia a quota 1 139,20 m s.l.m.;
- Portata di scarico, con invaso normale a quota 1 142,25 m s.l.m.: 210 m³/s;
- Portata di scarico, con invaso eccezionale a quota 1 143,50 m s.l.m.: 380 m³/s.

Scarico di alleggerimento in sponda sinistra
- N. 2 paratoie piane a strisciamento, in serie, della luce di 1,55 m x 2,00 m con soglia a quota 1 121,12 m s.l.m.;
- Portata di scarico, con invaso normale a quota 1 142,25 m s.l.m.: 50,00 m³/s;
- Portata di scarico, con invaso eccezionale a quota 1 143,50 m s.l.m.: 52,50 m³/s.

Scarico di fondo in sponda sinistra
- N. 2 paratoie piane a strisciamento, in serie, della luce di 1,30 m x 2,30 m con soglia a quota 1 098,80 m s.l.m.;
- Portata di scarico, con invaso normale a quota 1 142,25 m s.l.m.: 70,00 m³/s;
- Portata di scarico, con invaso eccezionale a quota 1 143,50 m s.l.m.: 70,50 m³/s.

## Impianti idroelettrici sul fiume Mucone

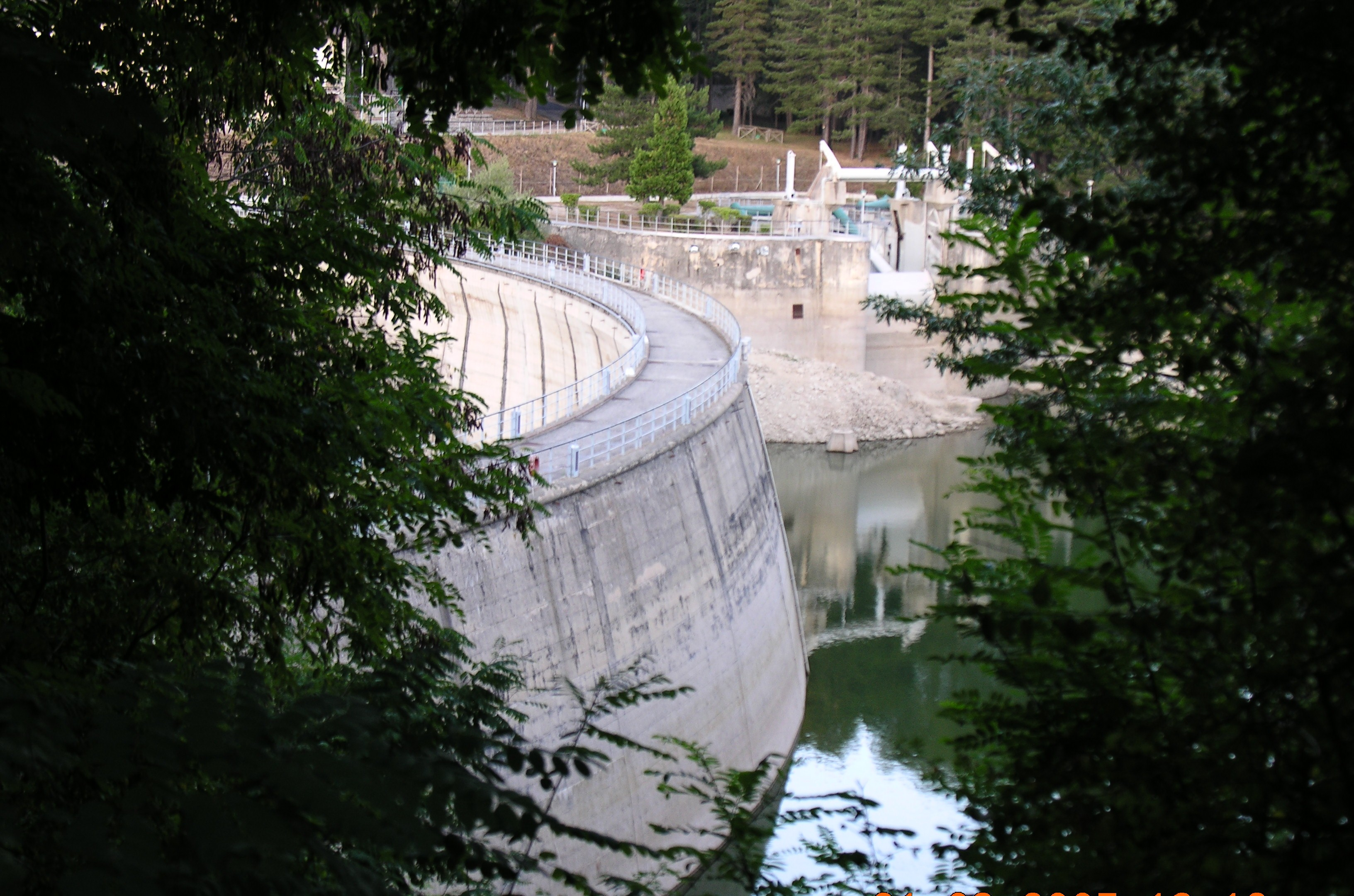
Scorcio della diga di Cecìta dal lato sinistro

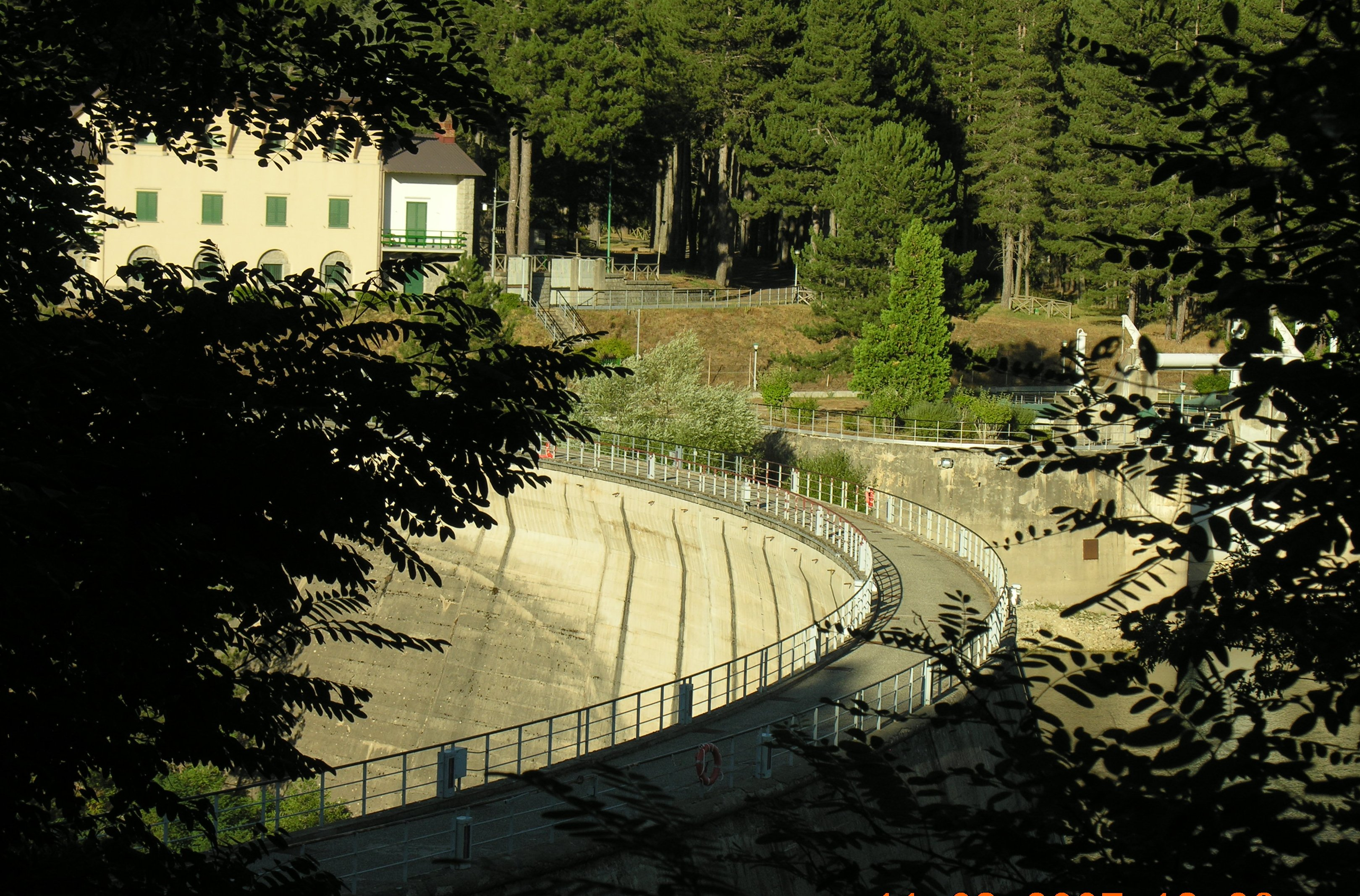
Altro scorcio della diga di Cecìta dal lato sinistro

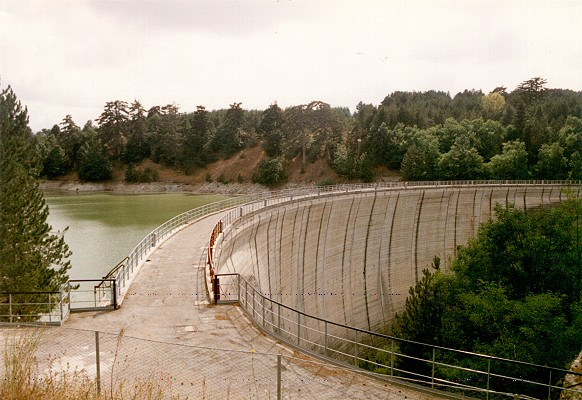
Veduta della Diga di Cecìta dal lato destro

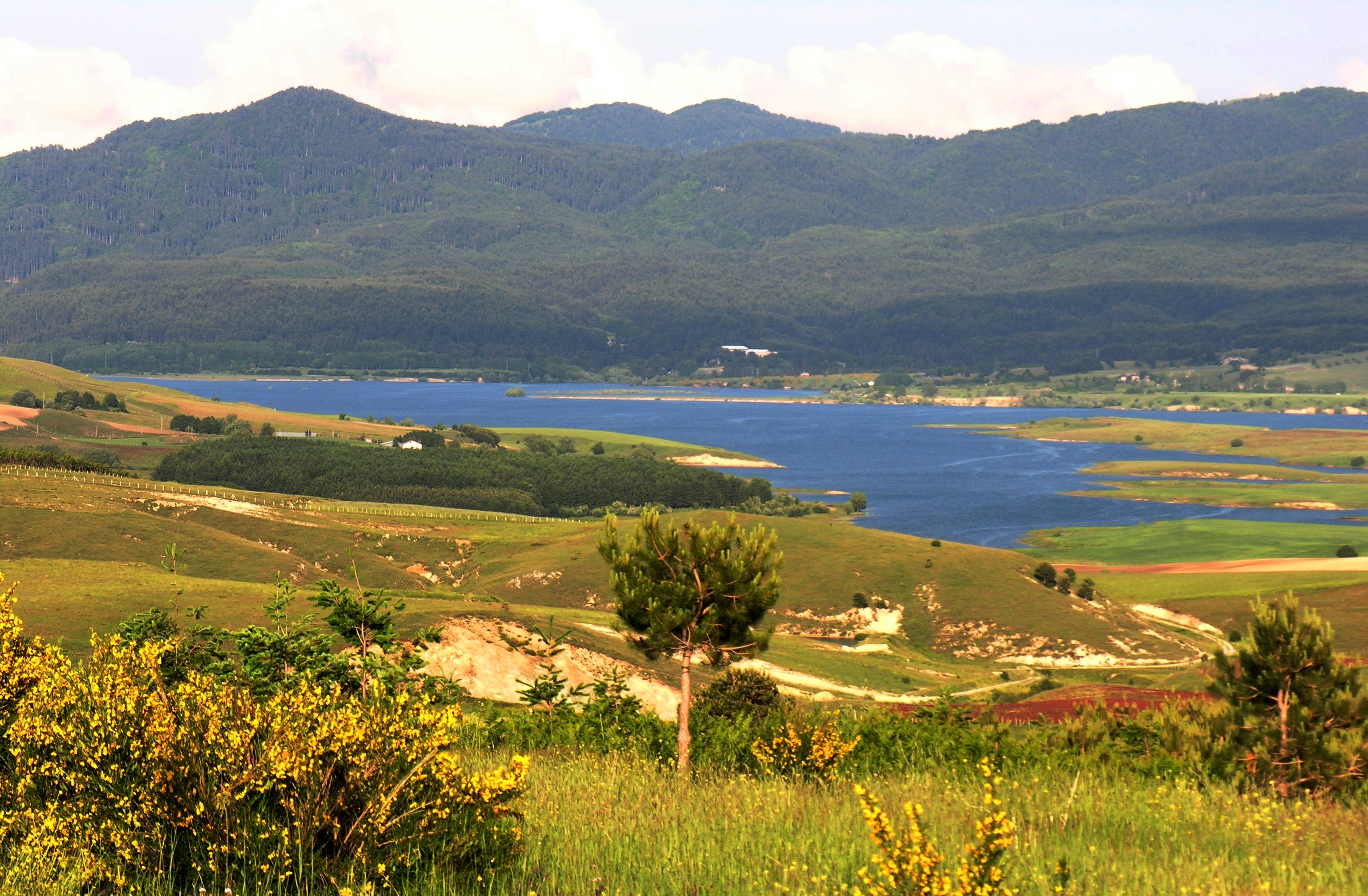
Panoramica del lago Cecìta dal lato sinistro della strada provinciale 279 per Rose. Sullo sfondo Cozzo del Principe (1 600 m) nella zona Fossiata del Parco Nazionale della Sila.

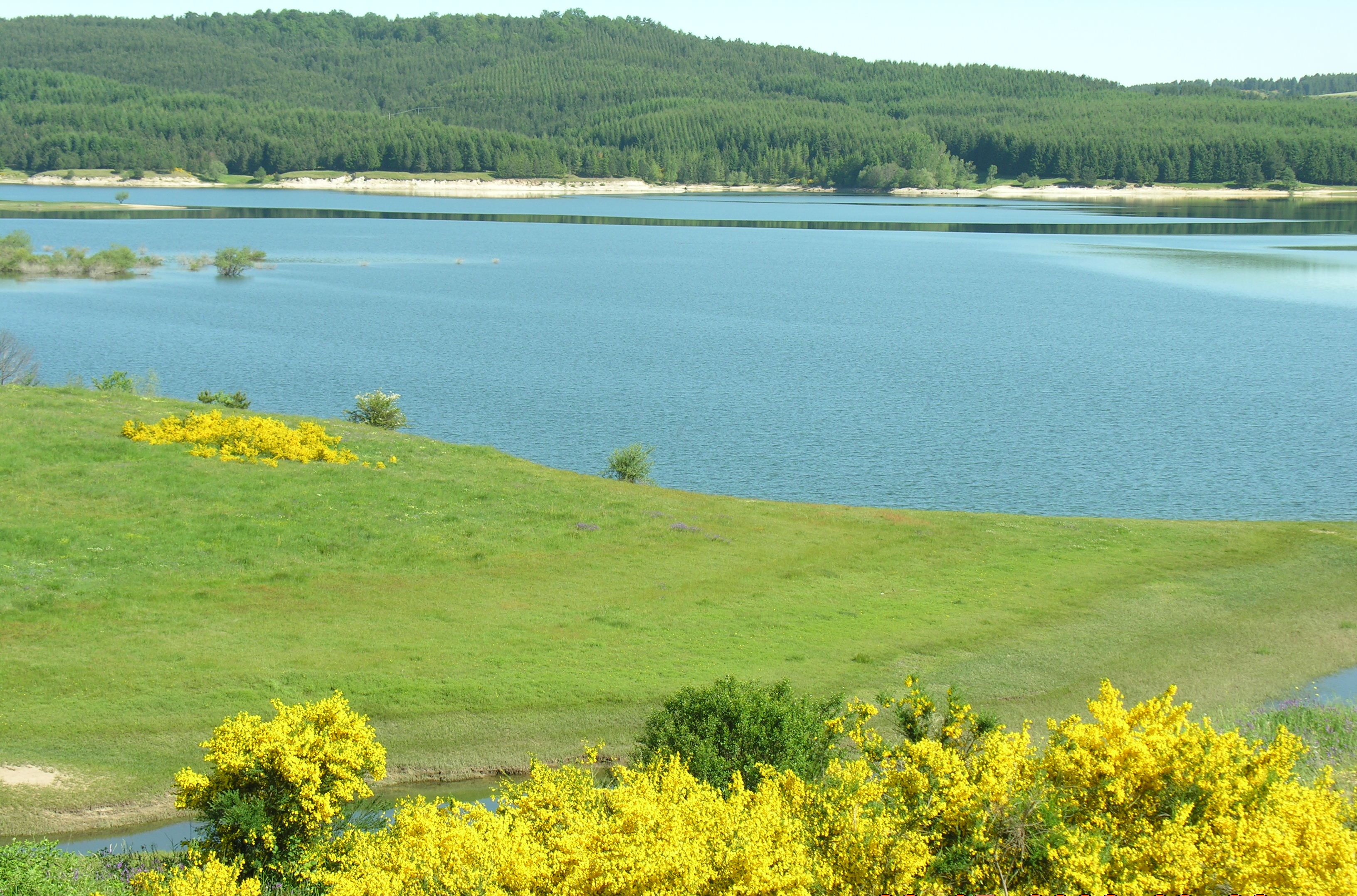
Scorcio del lago Cecìta dalla sponda destra lungo la SS177 nei pressi della colonia del Monopolio di Stato

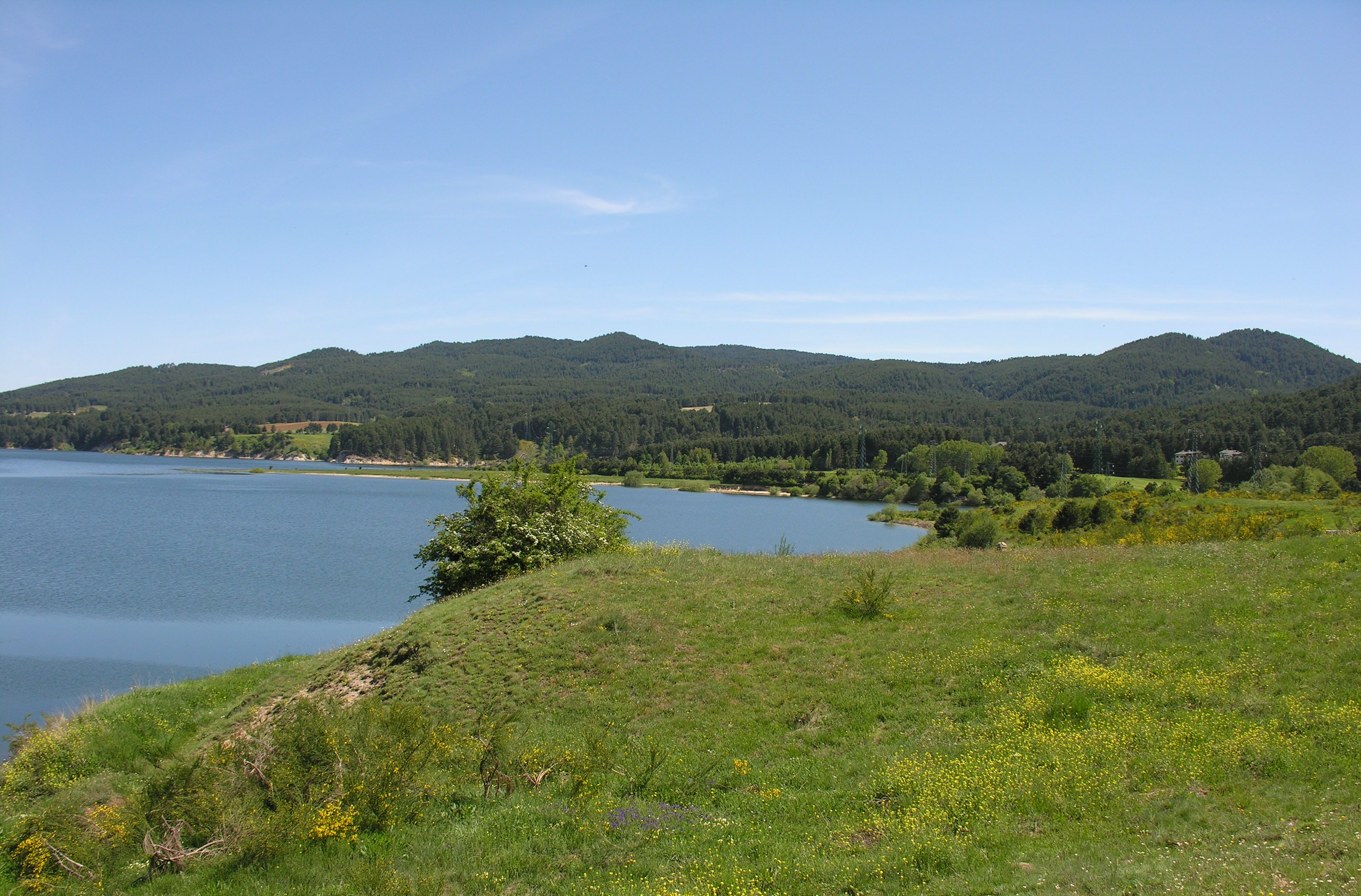
Scorcio del lago Cecìta dalla sponda destra lungo la SS 177 nei pressi del ponte Vaccarizzo

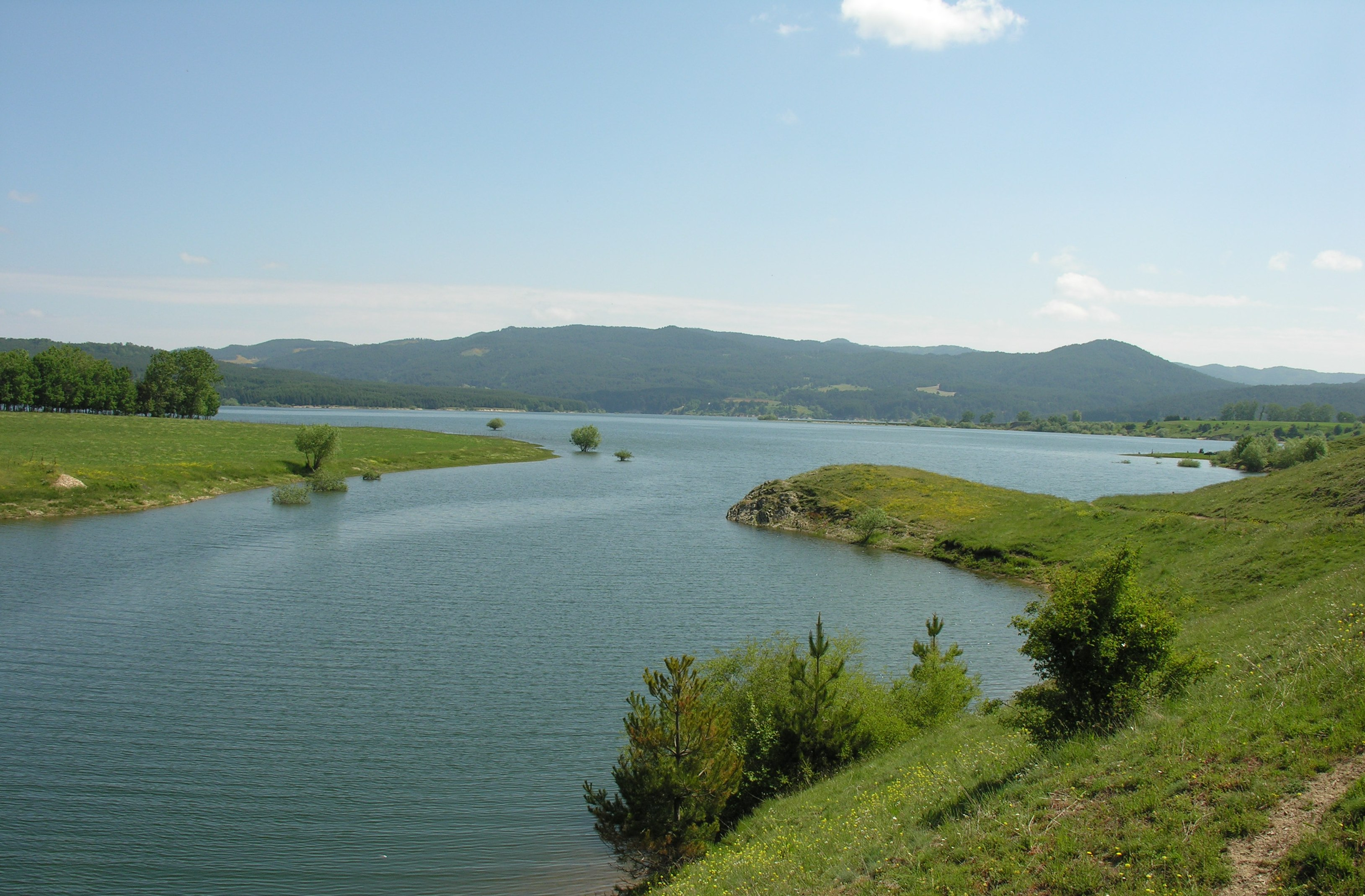
Veduta del lago Cecìta dal ponte Vaccarizzo sulla SS 177

Gli impianti idroelettrici del Mucone, costruiti nel periodo 1949 - 1955, derivano le acque del fiume Mucone, regolate dal serbatoio del lago Cecìta, e le restituiscono nel fiume stesso, poco a monte della sua confluenza nel fiume Crati, dopo averle utilizzate nelle centrali "1º salto" di Acri e "2º salto" di Luzzi. La centrale di Acri deriva le acque direttamente dal lago Cecìta mentre quella di Luzzi è alimentata dalle acque di scarico dell'impianto 1º salto, da quelle del bacino intermedio, captato con presa sussidiaria, nonché dai deflussi dei torrenti S. Martino, Cericò e S. Mauro, affluenti di sinistra del fiume Mucone, immessi lungo la galleria forzata di derivazione. Lo schema di derivazione è, per tutti e due gli impianti, completamento forzato, con uno sviluppo complessivo di gallerie di circa 24 km e un dislivello geodetico di 949,75 m.

### Diga
La diga, ricadente nel comune di Celico, è una diga ad arco-gravità in calcestruzzo cementizio, a doppia curvatura, con struttura simmetrica rispetto al piano verticale di mezzeria. È stato impiegato calcestruzzo con dosatura di 275 kg di cemento pozzolanico di tipo modificato a basso calore di idratazione per m³ di impasto.

### Dati geometrici principali
- Quota al coronamento 1 145,00 m s.l.m.;
- Altezza massima al coronamento sull'alveo primitivo a valle 48,00 m;
- Altezza massima al coronamento sul punto più depresso delle fondazioni 55,00 m;
- Sviluppo (Lunghezza) al coronamento 166,15 m;
- Spessore alla base, in chiave 16,33 m;
- Spessore alla base, alle imposte 18,65 m;
- Spessore al coronamento, in chiave 3,50 m;
- Spessore al coronamento, alle imposte 3,50 m;
- Volume del pulvino 16 000 m³;
- Volume del corpo diga 44 000 m³;
- Volume totale della diga 60 000 m³.

### Impianto 1º salto
La centrale dell'impianto "1º salto" di Acri è ubicata in caverna sulla sponda sinistra del fiume Mucone a pochi chilometri (circa 5) dalla città di Acri ed è alimentata dalle acque del lago Cecìta tramite una galleria di derivazione forzata.
La galleria dopo un percorso di 13 618 m dall'opera di presa del lago (1 111,00 m s.l.m.) raggiunge un pozzo piezometrico situato a quota 1 119,50 m s.l.m. in contrada Ferrante nel comune di Acri. Nel suddetto tratto, la galleria, in relazione alle caratteristiche geotecniche dei terreni da attraversare venne suddivisa in tre tronchi da monte verso valle: il primo in cemento armato è lungo 8 588 m con un diametro di 2,95 m; il secondo e il terzo invece sono in tubi prefabbricati in cemento armato precompresso, lunghi rispettivamente 2 215 m e 2 815 m con rispettivi diametri di 2,85 m e 2,70 m.
Il pozzo piezometrico di tipo differenziale è alto 111 m di cui 40 m in elevazione (quota alla sommità 1 159 m s.l.m.) e 71 m interrati (quota in profondità nel punto di congiunzione con la galleria di derivazione 1 048 m s.l.m.), mentre il diametro varia dai 6,50 m della base ai 10,80 m della sommità; inoltre è munito di una canna piezometrica inclinata dotata di dispositivo d'immissione superiore tangenziale a vortice, con pendenza 83% circa e diametro di 1,50 m, lunga circa 200 m di cui più della metà interrati (il punto di congiunzione della canna con la galleria di derivazione alla quota 1 024,72 m s.l.m. determina l’inizio della condotta forzata). Lungo la canna nella parte interrata a 1 071,10 m s.l.m. è stata inserita una camera di riserva della capacità di 200 m³ avente specifica funzione di blocco di sicurezza verificata su apposito modello presso l’Istituto d’Idraulica dell'Università di Padova.
La condotta forzata che discende dal pozzo alla centrale è in tubazione metallica ed è lunga 843,50 m con un diametro compreso tra 2,00 e 2,50 m e salto geodetico di 641 m, anch’essa è installata in galleria inclinata a pendenza unica di circa 83%. Lungo la galleria sono state create tre finestre di ispezione mediante altrettante gallerie: la prima finestra è posta alla quota di 1 027 m s.l.m. e la galleria d'accesso è lunga 224 m; la seconda finestra è posta alla quota di 853 m s.l.m. e la galleria d'accesso è lunga 356 m; la terza finestra è posta alla quota di 679 m s.l.m. e la galleria d'accesso è lunga 578 m (la differenza di quota di ogni finestra dalla precedente e/o dalla successiva risulta essere sempre di 174 m). In totale il complesso dell'opera, tra il pozzo piezometrico e la centrale, si compone di 8 000 m tra gallerie e finestre, di cui 927 m con pendenza dell'83% e 239 m con pendenza del 104%.
La centrale è ubicata, come già detto, in caverna a una quota di 505 m s.l.m. collegata con l’esterno da una galleria d’accesso a sagoma policentrica lunga 789 m. Quest’ultima, prima di giungere alla centrale, confluisce in un piazzaletto d’incrocio circolare del diametro di 13 m posto a circa 705 m dall’ingresso per poi proseguire sino alla centrale. Sulla parte sinistra del piazzaletto si diparte un tratto di galleria, perpendicolare a quella di accesso, lungo circa 34 m tramite il quale si accede alla sala trasformatori ubicata in caverna separata di dimensioni 53 m x 9,50 m circa. La centrale è divisa in due zone: la prima, dalle dimensioni 14,30 m x 16,30 m, è detta zona locali quadro comandi e sottoquadri; la seconda, di dimensioni 59,50 m x 20,34 m, è propriamente detta sala macchine, in essa sono presenti due gruppi ad asse orizzontale da 55 MW ciascuno, composto da due turbine Pelton a unico getto, con introduttore diritto orizzontale, a sbalzo ai due lati di un unico alternatore situato al centro. La realizzazione ha comportato 50 000 m³ di scavi e 23 000 m³ di murature per la centrale e 13 100 m³ di scavi e 5 800 m³ di murature per la sala trasformatori. La lunghezza complessiva della galleria d’accesso più la centrale è di circa 870 m. All’esterno della centrale è situato il quadro all'aperto su una superficie di circa 6 000 m². 

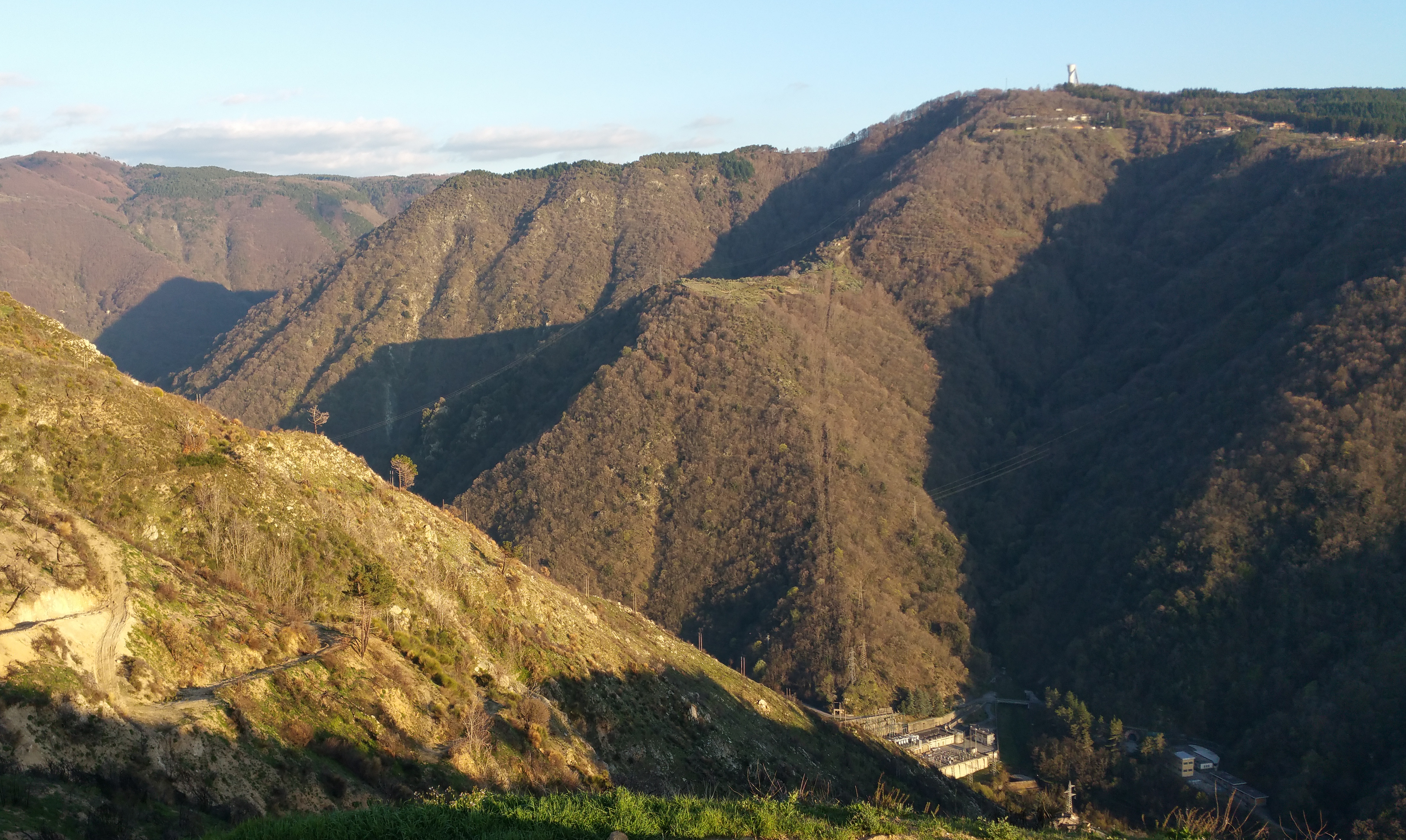
Impianto 1° salto Mucone con vista della centrale di Acri dalla SS 660. In evidenza sulla sommità della montagna il pozzo piezometrico mentre in basso si notano sulla destra l'ingresso alla galleria d'accesso alla centrale e sulla sinistra il quadro all'aperto.

Completata la serie dei collaudi idrostatici dei diversi tronchi della galleria di derivazione forzata e della condotta forzata metallica, il 18 e 19 settembre 1952 fu eseguito il collaudo finale dopodiché venne disposta l’entrata in servizio dell’impianto 1º salto. Nei successivi mesi di esercizio dell’impianto furono eseguite ulteriori prove di funzionamento: il 17/11/1952 fu effettuato un controllo del comportamento nel tempo della suddetta galleria, mentre una serie di controlli del funzionamento dell’impianto con manovre sovrapposte di apertura e chiusura dell’alimentazione delle turbine Pelton furono eseguite il 01/12/1952, 12/02/1953, 25-26/05/1953 e 30-31/12/1953.
La ditta costruttrice è stata l'impresa Farsura di Milano, divenuta dapprima nel 1959 COGEFAR (Costruzioni Generali Farsura), poi nel 1989 COGEFAR-IMPRESIT e infine dal 2014 incorporata nel gruppo Salini Impregilo S.p.A. che dal 15 maggio 2020 ha cambiato denominazione sociale in Webuild S.p.A.

#### Dati caratteristici dell'impianto
- Salto geodetico 641 m;
- Salto utile medio 629,50 m;
- Portata massima derivabile 20,00 m³/s;
- Potenza installata 112 440 kW;
- Potenza efficiente 100 000 kW;
- Energia media annua producibile 175 000 000 kWh;
- Galleria forzata di derivazione: lunghezza 13 618 m, sezione circolare con diametro di 2,95 ÷ 2,70 m;
- Pozzo piezometrico verticale: altezza 111 m, diametro 6,50 ÷ 10,80 m;
- Canna piezometrica inclinata: lunghezza 200 m, diametro 1,50 m, inclinazione 83%;
- Condotta forzata: lunghezza 843,50 m, diametro 2,50 ÷ 2,00 m;
- Galleria di restituzione; lunghezza 980 m, sezione di tipo svizzero con raggio di 3,00 m;
- Quadro elettrico: 20 kV al coperto, 150 e 220 kV all'aperto;
- Linee uscenti: n. 2 a 220 kV, n. 2 a 150 kV, n. 4 a 20 kV.

#### Dati caratteristici del macchinario
Turbine
- ·N. 2 turbine Pelton a 2 ruote ciascuna;

```
      Portata max 5,20 m³/s per ciascuna ruota;
```

```
      Potenza sviluppata 56
 
400 ÷ 45
 
700
 
kW;
```

```

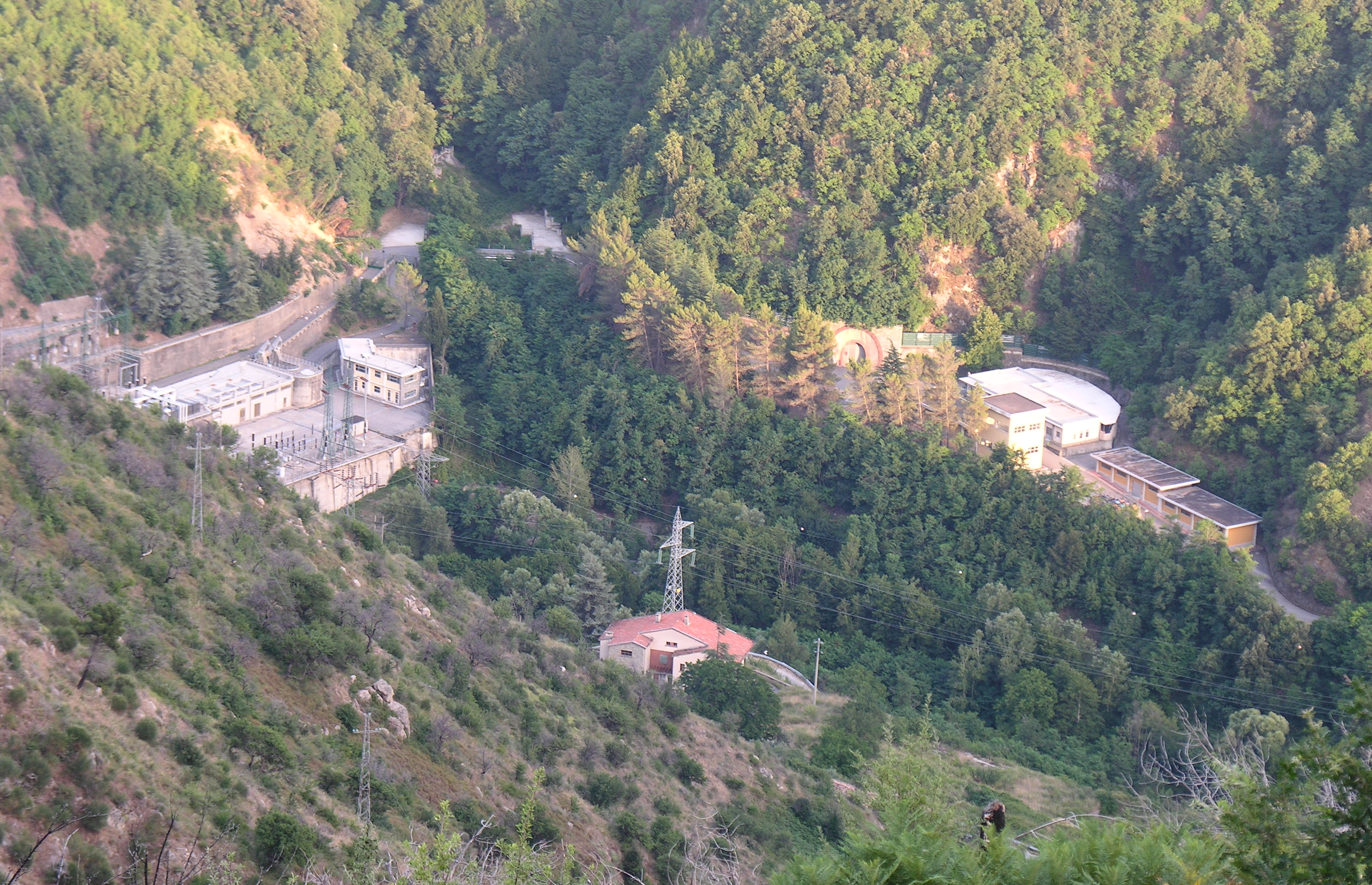
Centrale 1° salto di Acri. Sulla sinistra il quadro all'aperto mentre sulla destra si nota l'ingresso alla centrale

      Velocità di regime 375 giri/l'.
```

Alternatori

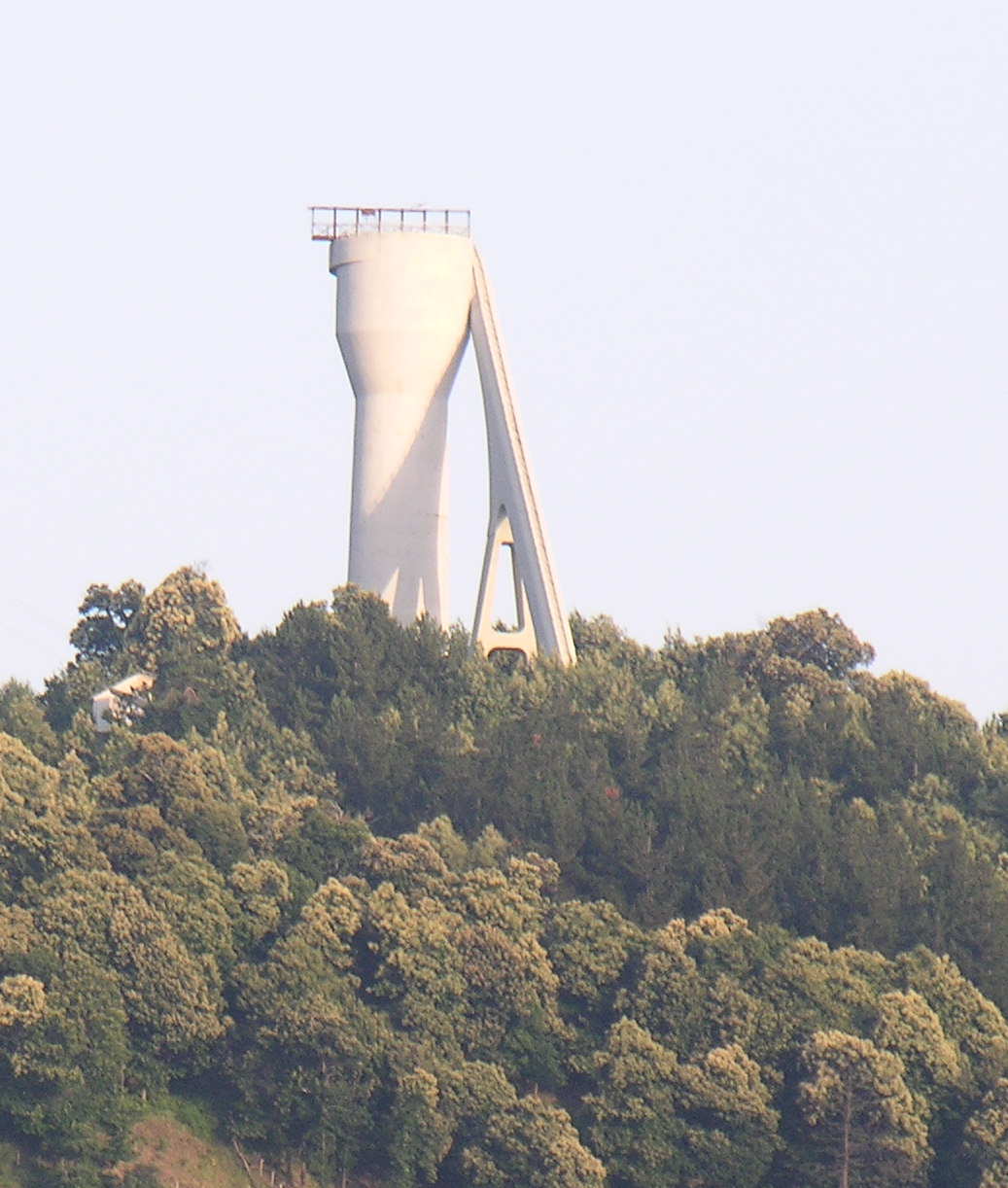
Il pozzo piezometrico differenziale dell'impianto 1º salto Mucone situato in località Ferrante del comune di Acri

- ·N° 2 generatori sincroni trifasi da 55 000 kVA;

```
      Tensione 11 ± 7% kV;
```

```
      Frequenza 50 ± 5% Hz.
```

- ·N° 2 generatori sincroni trifasi da 150 kVA;

```
      Tensione 6 kV;
```

```
      Frequenza 50 ± 5% Hz.
```

Trasformatori
- ·N. 2 trasformatori trifasi da 55 000 /85 000/30 000 kVA;

```
      Rapporto di trasformazione 11/235/150 kV.
```

- ·N. 2 trasformatori trifasi da 1 500/1 500/500 kVA;

```
      Rapporto di trasformazione 3/20/0,234 kV.
```

### Impianto 2º salto
La centrale dell’impianto "2ººsalto" è ubicata in edificio all’aperto sulla sponda sinistra del fiume Mucone in località Ponte Mucone nel comune di Luzzi a una quota di 192,50 m s.l.m. È alimentata dalle acque di scarico della centrale "1º salto" di Acri, da quelle del bacino intermedio, captato con una presa sussidiaria, nonché dai deflussi dei torrenti S. Martino, Cericò e S. Mauro, affluenti di sinistra del fiume Mucone, immessi lungo la galleria di derivazione forzata che collega le due centrali. Quest’ultima, in uscita dalla centrale "1º salto", avente diametro di 3,30 m, raggiunge dopo un percorso di 9 755 m un pozzo piezometrico alto 36 m situato a quota 460,60 m s.l.m. dotato di canna piezometrica verticale lunga 46 m e diametro di 2,80 m. La condotta forzata, in tubo metallico, che discende dal pozzo alla centrale è situata all'aperto ed è lunga 1 150,50 m con un salto geodetico di 308,75 m. All’interno della centrale sono presenti due gruppi turbina Francis-alternatore ad asse verticale da 27 MW ciascuno. Le acque in uscita dalla centrale defluiscono nel fiume Mucone che scorre poco distante.
Dati caratteristici dell'impianto
- Salto geodetico 308,75 m;
- Salto utile medio 306,10 m;
- Portata massima derivabile 20,00 m³/s;
- Potenza installata 55 000 kW;
- Potenza efficiente 50 000 kW;
- Energia media annua producibile 110 000 000 kWh;
- Galleria forzata di derivazione: lunghezza 9 755 m, sezione circolare con diametro di 3,30 m;
- Pozzo piezometrico verticale: altezza 36 m, diametro 12,80 ÷ 20,00 m;
- Canna piezometrica verticale: altezza 46 m, diametro 2,80 m;
- Condotta forzata: lunghezza 1 150,50 m, diametro 2,95 ÷ 2,30 m;
- Galleria di restituzione; lunghezza 70 m, sezione 4,80 ÷ 7,40 m;
- Quadro elettrico: 20 kV al coperto, 220 kV all'aperto;
- Linee uscenti: n. 2 a 220 kV e n. 2 a 20 kV.

Dati caratteristici del macchinario
Turbine
- N. 2 turbine Francis ad asse verticale;

```
    Portata max 10,4 m³/s;
```

```
    Potenza sviluppata 27
 
500 ÷ 24
 
400
 
kW;
```

```
    Velocità di regime 600 giri/l'.
```

Alternatori
- N. 2 generatori sincroni trifasi da 32 000 kVA;

```
    Tensione 11 ± 7% kV;
```

```
    Frequenza 50 ± 5% Hz.
```

Trasformatori
- N. 2 trasformatori trifasi da 32 000 kVA;

```
    Rapporto di trasformazione 11,25/235,2 kV.
```

## Attività collegate
Il lago Cecita è una popolare meta di turismo montano, soprattutto nella località di Camigliatello Silano, per la sua vicinanza al Parco nazionale della Sila. Pur non ricadendo nel territorio del Parco, il lago in alcuni tratti del versante destro ne lambisce i confini; in uno di questi, in località Cupone nel comune di Spezzano della Sila, è presente uno dei due centri visitatori del Parco gestito dai Carabinieri Forestali. 
Quasi tutta la zona del  lago è paludosa, la profondità delle acque aumenta solo a ridosso della diga di sbarramento; il lago è interdetto alla navigazione e alla balneazione, ma in determinati periodi dell'anno è consentita la pesca. Sono presenti diversi tipi di specie ittiche, quali la trota fario (autoctona), la trota iridea detta anche arcobaleno (immessa), l'anguilla e il coregone (immesso); numerose gare di pesca sportiva, anche a livello nazionale, vengono organizzate col patrocinio della FIPSAS. 
Numerosa è la presenza di uccelli, sia stazionari sia migratori; il lago richiama durante i mesi invernali, inducendo talvolta alla nidificazione primaverile, diverse specie di migratori tra cui palmipedi e trampolieri, di rilevante interesse è la presenza del germano reale.
Sulle sue sponde è stata segnalata anche la presenza della lontra.
Le acque del lago sono utilizzate per l'irrigazione dei campi adibiti alla coltivazione della patata tipica della Sila, denominata patata della Sila, che nel febbraio 2010 ha ricevuto la certificazione IGP dalla Commissione europea. 

## Archeologia
Il lago Cecìta custodisce un importante patrimonio archeologico venuto alla luce alla fine del XX secolo: l'attività di scavo, iniziata nel 2004, ha permesso il ritrovamento di notevoli reperti in tutta la valle del Mucone. 
Le testimonianze più antiche risalgono al periodo dell'uomo di Neanderthal.
Tra la fine del Neolitico e l'inizio dell'età del rame (3800-3300 a.C.), tutta la Sila venne occupata da insediamenti di agricoltori e pescatori che sfruttavano le antiche conche lacustri (Arvo e Cecìta) per un caratteristico metodo di pesca con la rete. Ulteriori testimonianze risalgono all'età del bronzo (Ampollino e Cecìta).
Il più importante insediamento di età greca, in Sila, è costituito dal santuario scoperto - a breve distanza da Camigliatello Silano - nel lago Cecìta (VI-III secolo a.C.); altri scavi hanno messo in luce un sito risalente al periodo romano dedicato all'estrazione e lavorazione della pece, attivo tra il III secolo a.C. e il III secolo d.C.
Nel mese di settembre del 2017, a causa della siccità che ha provocato l'abbassamento delle acque del lago, sono stati ritrovati sulla sponda destra in località S. Lorenzo del comune di Spezzano della Sila resti mandibolari, dentari e l'omero di un rarissimo esemplare di elephas antiquus, specie prossima al mammut africano che ha abitato l'Europa circa 700 000 anni fa.